# Coppa di Serbia 2007-2008 (pallavolo femminile)
La Coppa di Serbia di pallavolo femminile 2007-2008 è stata la 2ª edizione della coppa nazionale di Serbia. Alla competizione hanno partecipato 16 squadre e la vittoria finale è andata per la seconda volta consecutiva all'Odbojkaški klub Poštar.

## Regolamento
Alla competizione prendono parte sedici squadre: dieci provenienti dalla Superliga più altre sei proveniente dalla Prva Liga e le altre categorie minori. Le gare degli ottavi di finale si svolgono in gara unica, mentre quelle dei quarti di finale in gare di andata e ritorno. Le quattro squadre vincenti ai quarti si qualificano per la final-four.

## Squadre partecipanti
| - Dinamo Pančevo - Jagodina - Jedinstvo Stara Pazova - Jedinstvo Užice - Klek Srbijašume - Lazarevac - Poštar - Radnički Belgrado | - Spartak Subotica - Stella Rossa - Šumadija Aranđelovac - TENT - Vizura - Vojvodina - Volley Star Beograd - Zrenjanin 023 |

## Risultati

### Calendario

#### Ottavi di finale
| - ore X -, Jagodina                                 | Jagodina               | 0 - 3 | Poštar            | 14-25, 16-25, 13-25        |
| - ore X -, Lazarevac                                | Lazarevac              | 3 - 0 | TENT              | 25-15, 29-27, 25-22        |
| - ore X Dvorana SC Slana Bara, Novi Sad             | Vojvodina              | 1 - 3 | Klek Srbijašume   | 19-25, 13-25, 25-22, 15-25 |
| - ore X Hala Sportova u Staroj Pazovi, Stara Pazova | Jedinstvo Stara Pazova | 1 - 3 | Jedinstvo Užice   | 16-25, 25-20, 20-25, 21-25 |
| - ore X Sportski centar Vizura, Belgrado            | Vizura                 | 0 - 3 | Radnički Belgrado | 14-25, 16-25, 14-25        |
| - ore X -, Aranđelovac                              | Šumadija Aranđelovac   | 0 - 3 | Dinamo Pančevo    | 9-25, 13-25, 14-25         |
| - ore X -, Zrenjanin                                | Zrenjanin 023          | 3 - 0 | Spartak Subotica  | 25-13, 26-24, 25-22        |
| - ore X -, Belgrado                                 | Volley Star Beograd    | 0 - 3 | Stella Rossa      | 17-25, 11-25, 15-25        |

#### Quarti di finale

##### Andata
| - ore X Dvorana Velefar, Belgrado  | Poštar          | 3 - 0 | Zrenjanin 023     | 25-18, 25-13, 25-12              |
| - ore X Dvorana Strelište, Pančevo | Dinamo Pančevo  | 3 - 1 | Radnički Belgrado | 25-18, 25-11, 23-25, 25-23       |
| - ore X Dvorana Miloš Grbić, Klek  | Klek Srbijašume | 2 - 3 | Jedinstvo Užice   | 16-25, 21-25, 25-22, 25-20, 8-15 |
| - ore X -, Lazarevac               | Lazarevac       | 0 - 3 | Stella Rossa      | 24-26, 23-25, 21-25              |

##### Ritorno
| - ore X -, Zrenjanin                  | Zrenjanin 023     | 0 - 3 | Poštar          | 10-25, 16-25, 4-25                |
| - ore X SC Radnički, Belgrado         | Radnički Belgrado | 3 - 2 | Dinamo Pančevo  | 22-25, 25-18, 25-19, 16-25, 18-16 |
| - ore X SD Veliki Park, Užice         | Jedinstvo Užice   | 3 - 0 | Klek Srbijašume | 25-19, 17-25, 21-25, 25-23, 15-17 |
| - ore X Šumice Sport Center, Belgrado | Stella Rossa      | 3 - 1 | Lazarevac       | 25-20, 25-19, 22-25, 25-8         |

### Final-four

#### Tabellone
|  | Semifinali      | Semifinali      | Semifinali     |                |        | Finale | Finale | Finale |  |
|  |                 |                 |                |                |        |        |        |        |  |
|  | Poštar          | Poštar          | 3              |                |        |        |        |        |  |
|  | Poštar          | Poštar          | 3              |                |        |        |        |        |  |
|  | Stella Rossa    | Stella Rossa    | 1              |                |        |        |        |        |  |
|  | Stella Rossa    | Stella Rossa    | 1              |                | Poštar | Poštar | 3      |        |  |
|  |                 |                 |                |                | Poštar | Poštar | 3      |        |  |
|  |                 |                 | Dinamo Pančevo | Dinamo Pančevo | 1      |        |        |        |  |
|  | Dinamo Pančevo  | Dinamo Pančevo  | Dinamo Pančevo | Dinamo Pančevo | 1      | 3      |        |        |  |
|  | Dinamo Pančevo  | Dinamo Pančevo  |                |                |        |        |        |        |  |
|  | Jedinstvo Užice | Jedinstvo Užice | 0              |                |        |        |        |        |  |

#### Calendario

##### Semifinali
| 8 marzo 2008 - ore X -, Belgrado | Poštar         | 3 - 1 | Stella Rossa    | 20-25, 25-20, 25-17, 25-21 |
| 8 marzo 2008 - ore X -, Belgrado | Dinamo Pančevo | 3 - 0 | Jedinstvo Užice | 25-14, 25-16, 25-18        |

##### Finale
| 9 marzo 2008 - ore X -, Belgrado | Poštar | 3 - 1 | Dinamo Pančevo | 25-19, 25-15, 23-25, 25-20 |